# Väderstads socken
Väderstads socken (traditionellt uttal Värsta [væːʂʈa]) i Östergötland  ingick i Göstrings härad, ingår sedan 1971 i Mjölby kommun och motsvarar från 2016 Väderstads distrikt.
Socknens areal är 43,19 kvadratkilometer, varav 42,11 land. År 2000 fanns här 903 invånare. Tätorten  Väderstad med sockenkyrkan Väderstads kyrka ligger i denna socken. 

## Administrativ historik
Väderstads socken har medeltida ursprung. 
Vid kommunreformen 1862 övergick socknens ansvar för de kyrkliga frågorna till Väderstads församling och för de borgerliga frågorna till Väderstads landskommun.  Väderstad införlivade Harstads socken år 1892. Landskommunen inkorporerades 1952 i Folkunga landskommun och ingår sedan 1971 i Mjölby kommun. Församlingen utökades 2006. Fastigheten Hyngnestad skattegård 1:9 överfördes 1984 till i Hovs socken (församling).
1 januari 2016 inrättades distriktet Väderstad, med samma omfattning som församlingen hade 1999/2000.  
Socknen har tillhört samma fögderier och domsagor som socknens härader.  De indelta soldaterna tillhörde  Andra livgrenadjärregementet, Skenninge kompani.

## Geografi
Väderstads socken ligger väster om Mjölby, sydost om Tåkern. Socknen är slättbygd med kuperad skogsbygd i söder.

## Fornlämningar
Kända från socknen är stensättningar från bronsåldern samt sex gravfält och 30 kilometer av stensträngar från järnåldern. Sju runristningar är antecknade härifrån.

## Namnet
Namnet (1368 Wederstadha) kommer från kyrkbyn. Förleden kan vara vädur, 'bagge' eventuellt använt som mans(bi)namn. Efterleden är sta(d), 'ställe'.

## Gårdar
Gårdar i Väderstads socken.
| Gårdar    | Mantal |
| --------- | ------ |
| Blackstad | 4      |
| Karleby   | 2      |
| Lundby    | 4      |
| Nyble     | 1      |
| Ryd       | 1/2    |
| Sockendal | 2 3/4  |
| Valby     | 3      |
| Vallsberg | 3 1/8  |
| Vistad    | 4 1/2  |
| Väderstad | 3      |

## Befolkningsutveckling
| Befolkningsutvecklingen i Väderstads socken 1750–1850                                                    | Befolkningsutvecklingen i Väderstads socken 1750–1850 | Befolkningsutvecklingen i Väderstads socken 1750–1850 | Befolkningsutvecklingen i Väderstads socken 1750–1850 | Befolkningsutvecklingen i Väderstads socken 1750–1850 |
| --- | ----------------------------------------------------- | ----------------------------------------------------- | ----------------------------------------------------- | ----------------------------------------------------- |
| |                                                       |                                                       |                                                       |                                                       |
| År |                                                       |                                                       | Folkmängd                                             |                                                       |
| 1750 | 1750                                                  |                                                       | 512                                                   |                                                       |
| 1760 | 1760                                                  |                                                       | 589                                                   |                                                       |
| 1769 | 1769                                                  |                                                       | 580                                                   |                                                       |
| 1780 | 1780                                                  |                                                       | 565                                                   |                                                       |
| 1790 | 1790                                                  |                                                       | 544                                                   |                                                       |
| 1800 | 1800                                                  |                                                       | 587                                                   |                                                       |
| 1810 | 1810                                                  |                                                       | 551                                                   |                                                       |
| 1820 | 1820                                                  |                                                       | 576                                                   |                                                       |
| 1830 | 1830                                                  |                                                       | 607                                                   |                                                       |
| 1840 | 1840                                                  |                                                       | 661                                                   |                                                       |
| 1850 | 1850                                                  |                                                       | 702                                                   |                                                       |
| Anm: Källor: Umeå universitet - Tabellverket 1749-1859, Demografiska databasen, CEDAR, Umeå universitet. |                                                       |                                                       |                                                       |                                                       |

### Fotnoter
1. ↑  ”Arkivpost för ortnamnet Väderstad” (pdf, ID 3651415). Institutet för språk och folkminnen. 1899. http://ortnamnsregistret.isof.se/place-name-basis/3651415/pdf. Läst 30 april 2023.
2. ↑  ”Arkivpost för ortnamnet Väderstad” (pdf, ID 3651433). Institutet för språk och folkminnen. 1915. http://ortnamnsregistret.isof.se/place-name-basis/3651433/pdf. Läst 30 april 2023.
3. 1 2  Svensk Uppslagsbok andra upplagan 1947–1955: Väderstad socken
4. 1 2  Harlén, Hans; Harlén Eivy (2003). Sverige från A till Ö: geografisk-historisk uppslagsbok. Stockholm: Kommentus. Libris 9337075. ISBN 91-7345-139-8
5. ↑  ”Församlingar”. Statistiska centralbyrån. https://www.scb.se/hitta-statistik/regional-statistik-och-kartor/regionala-indelningar/forsamlingar/. Läst 30 december 2022.
6. ↑  Administrativ historik för Väderstad socken (Klicka på församlingsposten). Källa: Nationella arkivdatabasen, Riksarkivet.
7. 1 2  Sjögren, Otto (1931). Sverige geografisk beskrivning del 2 Östergötlands, Jönköpings, Kronobergs, Kalmar och Gotlands län. Stockholm: Wahlström & Widstrand. Libris 9939
8. 1 2  Nationalencyklopedin
9. ↑  Fornlämningar, Statens historiska museum: Väderstads socken
10. ↑  Fornminnesregistret, Riksantikvarieämbetet: Väderstads socken Fornminnen i socknen erhålls på kartan genom att skriva in sockennamn (utan "socken") i "Ange geografiskt område"
11. ↑  Mats Wahlberg, red (2003). Svenskt ortnamnslexikon. Uppsala: Institutet för språk och folkminnen. Libris 8998039. ISBN 91-7229-020-X. https://isof.diva-portal.org/smash/get/diva2:1175717/FULLTEXT02.pdf